# بهان
بهان، روستایی از توابع بخش ارجمند شهرستان فیروزکوه در استان تهران ایران

## جمعیت
این روستا در دهستان دوبلوک قرار دارد و براساس سرشماری مرکز آمار ایران در سال ۱۳۸۵، جمعیت آن 110 نفر (30خانوار) بوده‌است.

## زبان
مردم این روستا به زبان سلیری صحبت می کنند.